# تل عربجية
تل عربجية هو موقع أثري يعود لعصر ما قبل التاريخ يقع في منطقة سهل نينوى على بعد حوالي 7 كلم من مدينة الموصل شمال غرب العراق، الموقع عبارة عن قرية قديمة تعود إلى فترة حلف وفترة العبيد وقد تم اكتشافه في سنة 1928 من قبل الباحثين ريجينالد كامبل تومبسون وماكس مالوان وجون كروكشانك روز من معهد الآثار البريطاني في العراق.